# Botevgrad-Vidin expresweg

De Botevgrad-Vidin expresweg in het rood (linkerbovenhoek)

De Botevgrad-Vidin expresweg (Bulgaars: Скоростен път „Видин-Ботевград“,Skorosten pat "Vidin-Botevgrad") is een deels in aanbouw zijnde expresweg in Bulgarije. De weg zal de Nieuw Europa-brug (aan de grens met Roemenië) en Vidin verbinden met de A2 bij Botevgrad. De weg met twee keer twee rijstroken loopt parallel met de I-1. De weg maakt deel uit van de E79. Eind december 2015 werd de ringweg rond Montana geopend. In maart 2024 werd het stuk tussen Makresj en Bela geopend.
A1 - Trakija · 
A2 - Hemoes · 
A3 - Stroema · 
A4 - Maritsa · 
A5 - Tsjerno More · 
A6 - Europa · 
A7 - Veliko Tarnovo-Ruse · 
Noordelijke randweg van Sofia · 
Botevgrad-Vidin expresweg